# Ministère de la Défense (Finlande)
Le ministère de la Défense (finnois : puolustusministeri, suédois : försvarsminister) est un ministère finlandais.

## Historique
Créé en mai 1918 sous le nom de Comité opérationnel des affaires de guerre, le ministère est rebaptisé ministère de la Guerre en novembre 1918. Il conserve ce nom jusqu'en 1922, année durant laquelle il adopte son appellation actuelle de ministère de la Défense.

## Établissements rattachés
- Agence de construction de la défense

## Liste des ministres
| Ministre                                                | Parti                                                   | Parti                                                   | Fonction                                                | Gouvernement                                                 |                                                         |
| Directeur du comité opérationnel des affaires de guerre | Directeur du comité opérationnel des affaires de guerre | Directeur du comité opérationnel des affaires de guerre | Directeur du comité opérationnel des affaires de guerre | Directeur du comité opérationnel des affaires de guerre      | Directeur du comité opérationnel des affaires de guerre |
| ------------------------------------------------------- | ------------------------------------------------------- | ------------------------------------------------------- | ------------------------------------------------------- | ------------------------------------------------------------ | ------------------------------------------------------- |
| Vilhelm Aleksander Thesleff                             |                                                         | Indépendant                                             | 27/05/1918–27/11/1918                                   | Paasikivi I                                                  |                                                         |
| Ministre de la guerre                                   |                                                         |                                                         |                                                         |                                                              |                                                         |
| Rudolf Walden                                           |                                                         | Indépendant                                             | 27/03/1918–15/08/1919                                   | Ingman I K. Castrén                                          |                                                         |
| Karl Emil Berg                                          |                                                         | Indépendant                                             | 15/08/1919–15/03/1920                                   | Vennola I                                                    |                                                         |
| Bruno Jalander                                          |                                                         | Indépendant                                             | 15/03/1920–90/04/1921                                   | Erich                                                        |                                                         |
| Onni Hämäläinen                                         |                                                         | Indépendant                                             | 09/04/1921–03/09/1921                                   | Vennola II                                                   |                                                         |
| Bruno Jalander                                          |                                                         | Indépendant                                             | 03/09/1921–02/06/1922                                   | Vennola II                                                   |                                                         |
| Ministre de la Défense                                  |                                                         |                                                         |                                                         |                                                              |                                                         |
| Bruno Jalander                                          |                                                         | Indépendant                                             | 02/06/1922–22/06/1923                                   | Cajander I Kallio I                                          |                                                         |
| Kyösti Kallio                                           |                                                         | ML                                                      | 22/06/1923–16/08/1923                                   | Kallio I                                                     |                                                         |
| Vilho Nenonen                                           |                                                         | Indépendant                                             | 16/08/1923–18/01/1924                                   | Kallio I                                                     |                                                         |
| Viktor Henrik Schvindt                                  |                                                         | Indépendant                                             | 18/01/1924–11/03/1924                                   | Kallio I                                                     |                                                         |
| Ivar Aminoff                                            |                                                         | Indépendant                                             | 11/03/1924–31/05/1924                                   | Kallio I                                                     |                                                         |
| Lauri Malmberg                                          |                                                         | Indépendant                                             | 31/05/1924–31/03/1925                                   | Ingman II                                                    |                                                         |
| Aleksander Lampén                                       |                                                         | Kok                                                     | 31/03/1925–31/12/1925                                   | Tulenheimo                                                   |                                                         |
| Leonard Hjelmman                                        |                                                         | Kok                                                     | 31/12/1925–13/12/1926                                   | Kallio II                                                    |                                                         |
| Kaarlo Heinonen                                         |                                                         | SDP                                                     | 13/12/1926–17/12/1927                                   | Tanner                                                       |                                                         |
| Jalo Lahdensuo                                          |                                                         | ML                                                      | 17/12/1927–22/12/1928                                   | Sunila I                                                     |                                                         |
| Aimo Kaarlo Cajander                                    |                                                         | ED                                                      | 22/12/1928–16/08/1929                                   | Mantere                                                      |                                                         |
| Juho Niukkanen                                          |                                                         | ML                                                      | 16/08/1929–04/07/1930                                   | Kallio III                                                   |                                                         |
| Albin Manner                                            |                                                         | ML                                                      | 10/07/1930–21/03/1931                                   | Svinhufvud II                                                |                                                         |
| Hugo Österman                                           |                                                         | Indépendant                                             | 10/07/1930–21/03/1931                                   | Svinhufvud II                                                |                                                         |
| Jalo Lahdensuo                                          |                                                         | ML                                                      | 21/03/1931–14/12/1932                                   | Sunila II                                                    |                                                         |
| Arvi Oksala                                             |                                                         | Indépendant                                             | 14/12/1932–12/03/1937                                   | Kivimäki Kallio IV                                           |                                                         |
| Juho Niukkanen                                          |                                                         | ML                                                      | 12/03/1937–27/03/1940                                   | Cajander III Ryti I                                          |                                                         |
| Rudolf Walden                                           |                                                         | Indépendant                                             | 27/03/1940–01/12/1944                                   | Ryti II Rangell Linkomies Hackzell Urho Castrén Paasikivi II |                                                         |
| Väinö Valve                                             |                                                         | Indépendant                                             | 01/12/1944–17/04/1945                                   | Paasikivi II                                                 |                                                         |
| Mauno Pekkala                                           |                                                         | SDP                                                     | 17/04/1945–27/03/1946                                   | Paasikivi III                                                |                                                         |
| Yrjö Kallinen                                           |                                                         | SDP                                                     | 27/03/1946–29/07/1948                                   | Pekkala                                                      |                                                         |
| Emil Skog                                               |                                                         | SDP                                                     | 29/07/1948–17/03/1950                                   | Fagerholm I                                                  |                                                         |
| Kustaa Tiitu                                            |                                                         | ML                                                      | 17/03/1950–17/01/1951                                   | Kekkonen I                                                   |                                                         |
| Emil Skog                                               |                                                         | SDP                                                     | 17/01/1951–09/07/1953                                   | Kekkonen II Kekkonen III                                     |                                                         |
| Kauno Kleemola                                          |                                                         | ML                                                      | 09/07/1953–17/11/1953                                   | Kekkonen IV                                                  |                                                         |
| Päiviö Hetemäki                                         |                                                         | Kok                                                     | 17/11/1953–05/05/1954                                   | Tuomioja                                                     |                                                         |
| Emil Skog                                               |                                                         | SDP                                                     | 05/05/1954–20/10/1954                                   | Törngren                                                     |                                                         |
| Kauno Kleemola                                          |                                                         | ML                                                      | 03/03/1956–27/05/1957                                   | Fagerholm II                                                 |                                                         |
| Atte Pakkanen                                           |                                                         | ML                                                      | 27/05/1957–02/09/1957                                   | Sukselainen I                                                |                                                         |
| Pekka Malinen                                           |                                                         | KP                                                      | 02/09/1957–29/11/1957                                   | Sukselainen I                                                |                                                         |
| Kalle Lehmus                                            |                                                         | Indépendant                                             | 29/11/1957–26/04/1958                                   | von Fieandt                                                  |                                                         |
| Edvard Björkenheim                                      |                                                         | Indépendant                                             | 26/04/1958–29/08/1958                                   | Kuuskoski                                                    |                                                         |
| Toivo Wiherheimo                                        |                                                         | Kok                                                     | 29/08/1958–13/01/1959                                   | Fagerholm II                                                 |                                                         |
| Leo Häppölä                                             |                                                         | ML                                                      | 13/01/1959–14/07/1961                                   | Sukselainen II                                               |                                                         |
| Edvard Björkenheim                                      |                                                         | ML                                                      | 26/04/1958–29/08/1958                                   | Miettunen I                                                  |                                                         |
| Arvo Pentti                                             |                                                         | ML                                                      | 13/04/1962–18/12/1963                                   | Karjalainen I                                                |                                                         |
| Kaarlo Leinonen                                         |                                                         | Indépendant                                             | 18/12/1963–12/09/1964                                   | Lehto                                                        |                                                         |
| Arvo Pentti                                             |                                                         | ML                                                      | 12/09/1964–27/05/1966                                   | Virolainen                                                   |                                                         |
| Sulo Suorttanen                                         |                                                         | Kesk                                                    | 27/05/1966–14/05/1970                                   | Paasio I Koivisto I                                          |                                                         |
| Arvo Pentti                                             |                                                         | Indépendant                                             | 14/05/1970–15/07/1970                                   | Aura I                                                       |                                                         |
| Kristian Gestrin                                        |                                                         | RKP                                                     | 15/07/1970–29/10/1971                                   | Karjalainen II                                               |                                                         |
| Arvo Pentti                                             |                                                         | Indépendant                                             | 29/10/1971–23/02/1972                                   | Aura II                                                      |                                                         |
| Sulo Hostila                                            |                                                         | SDP                                                     | 23/02/1972–04/09/1972                                   | Paasio II                                                    |                                                         |
| Kristian Gestrin                                        |                                                         | RKP                                                     | 04/09/1972–30/09/1974                                   | Sorsa I                                                      |                                                         |
| Carl-Olaf Homén                                         |                                                         | RKP                                                     | 01/10/1974–13/06/1975                                   | Sorsa I                                                      |                                                         |
| Erkki Huurtamo                                          |                                                         | Indépendant                                             | 13/06/1975–30/11/1975                                   | Liinamaa                                                     |                                                         |
| Ingvar Selimson Melin                                   |                                                         | RKP                                                     | 30/11/1975–29/09/1976                                   | Miettunen II                                                 |                                                         |
| Seppo Westerlund                                        |                                                         | LKP                                                     | 29/09/1976–15/05/1977                                   | Miettunen III                                                |                                                         |
| Taisto Tähkämaa                                         |                                                         | Kesk                                                    | 15/05/1977–26/05/1979                                   | Sorsa II                                                     |                                                         |
| Lasse Äikäs                                             |                                                         | Kesk                                                    | 26/05/1979 – 19/02/1982                                 | Koivisto II                                                  |                                                         |
| Juhani Saukkonen                                        |                                                         | Kesk                                                    | 19/02/1982–06/05/1983                                   | Sorsa III                                                    |                                                         |
| Veikko Pihlajamäki                                      |                                                         | Kesk                                                    | 06/05/1983–30/04/1987                                   | Sorsa IV                                                     |                                                         |
| Ole Norrback                                            |                                                         | RKP                                                     | 13/06/1990–26/04/1991                                   | Holkeri                                                      |                                                         |
| Elisabeth Rehn                                          |                                                         | RKP                                                     | 13/06/1990–01/01/1995                                   | Holkeri et Aho                                               |                                                         |
| Jan-Erik Enestam                                        |                                                         | RKP                                                     | 02/01/1995–13/04/1995                                   | Aho                                                          |                                                         |
| Anneli Taina                                            |                                                         | Kok                                                     | 13/04/1995–15/04/1999                                   | Lipponen I                                                   |                                                         |
| Jan-Erik Enestam                                        |                                                         | RKP                                                     | 15/04/1999–17/04/2003                                   | Lipponen II                                                  |                                                         |
| Matti Vanhanen                                          |                                                         | Kesk                                                    | 17/04/2003–24/06/2003                                   | Jäätteenmäki                                                 |                                                         |
| Seppo Kääriäinen                                        |                                                         | Kesk                                                    | 24/06/2003–19/04/2007                                   | Vanhanen I                                                   |                                                         |
| Jyri Häkämies                                           |                                                         | Kok                                                     | 19/04/2007–22/06/2011                                   | Vanhanen II et Kiviniemi                                     |                                                         |
| Stefan Wallin                                           |                                                         | RKP                                                     | 22/06/2011–05/07/2012                                   | Katainen                                                     |                                                         |
| Carl Haglund                                            |                                                         | RKP                                                     | 05/07/2012––29/05/2015                                  | Katainen et Stubb                                            |                                                         |
| Jussi Niinistö                                          |                                                         | PS                                                      | 29/05/2015-06/06/2019                                   | Sipilä                                                       |                                                         |
| Antti Kaikkonen                                         |                                                         | Kesk                                                    | 06/06/2019-05/01/2023                                   | Rinne et Marin                                               |                                                         |
| Mikko Savola                                            |                                                         | Kesk                                                    | 05/01/2023-28/02/2023                                   | Marin                                                        |                                                         |
| Antti Kaikkonen                                         |                                                         | Kesk                                                    | 28/02/2023-20/06/2023                                   | Marin                                                        |                                                         |
| Antti Häkkänen                                          |                                                         | Kok                                                     | depuis le 20/06/2023                                    | Orpo                                                         |                                                         |